# Наратив стратегічний
Наратив, стратегічний— контентний елемент інформаційної та пропагандистської діяльності держави, на утвердження якого спрямовується діяльність комунікативних можливостей держави (публічної дипломатії, зв'язків із громадськістю, військових зв'язків із громадськістю, тощо) у внутрішніх та зовнішніх цільових аудиторіях. Термін позначає переконливу сюжетну лінію, яка пояснює події аргументовано і формується на підставі існуючих у суспільстві уявлень і цінностей.

## Історія
Синонім до терміна стратегічний наратив використовують «наратив», «майстер наратив» або «гранд наратив». Термін «гранд наратив» запровадив філософ-постмодерніст Жан-Франсуа Ліотар у 1979 р., і концепція гранд-наративів стала основою для постмодерністської критики історичної науки. Поняття «гранд наратив» вчений визначає як позитивістську складову системи стратегічних комунікацій, спрямовану на формування національної єдності, визначення національних ідей, консолідації населення, надання йому зрозумілих трактувань подій. «Гранд наратив» у межах стратегічних комунікацій— це метаісторія, спрямована передусім (але не виключно) на внутрішню аудиторію. Схожий погляд на концепцію стратегічного наративу в контексті стратегічних комунікацій подано в дослідженні Г. Дімітріу: 
|  | Серцем стратегічних комунікацій є стратегічний наратив, переконлива історія, що може пояснити події переконливо і з якої можна зробити потрібний наратору висновок. |

До  наративу  як  важливого  концепту  стратегічних  комунікацій  звертаються  й  офіційні  документи.  Наприклад,  National  Defense 
Authorization  Act  of  2012  вказує:
|  | Комітет збройних сил при Палаті представників США продовжує підтримувати інформаційні операції та стратегічні комунікації як важливий інструмент для протидії ворожим наративам (enemy narratives), а також взаємодії із світовим співтовариством. |

Стратегічний наратив є незамінним при формуванні національної історії та ідеології.Ворожі наративи дискредитують загальнонаціональну парадигму,  ставлячи  під  сумнів  чинну  державну стратегію. До ворожих наративів українській державі можна віднести концепцію русского миру, яку керівництво РФ використовує для консолідації  російського  суспільства  і  ведення інформаційної війни, загрожуючи національній безпеці іншої держави.До сьогодні відсутнє єдине розуміння концепції стратегічного наративу.

## Структура наративу
Стратегічний наратив складається з послідовністі дій, які у своїй єдності утворюють можливості для вирішення конкретного завдання — впливу на реципієнта. Мета побудови наступного алгоритму дозволяє формувати наратив залежно від сфери його застосування, цільових аудиторій, мети процесу нарації тощо, та ідентифікує функції висловлювань, публікацій, месиджів, здійснює аналіз переконань наратора, чітко встановлюючи його мету.
На думку Е.Окс і Л.Капс, структура наративу включає наступні пункти:
- обстановка — інформація про час, місце знаходження;
- несподівана подія — щось непередбачуване або проблематичне;
- психологічні/фізичні реакції — зміни в емоційному або психологічному стані;
- незаплановані дії — нецілеспрямовані дії та поведінка;
- спроба — поведінка, що ініціює спробу вирішити проблемну ситуацію;
- наслідки — наслідки психологічного або фізіологічного відклику.

Найпереконливішу модель наративу (delineating story patterns) запропонував в 1972 році соціолінгвіст Вільям Лабов. Наратив складається з анотації (abstract), орієнтації (orientation),  кульмінації (complicating action), розв’язки (resolution),  оцінки (evaluation), фіналу (coda). 
Наратор, вибудовуючи наратив, намагається відповісти на такі запитання: 
1. Анотація (Abstract). Як це все сталося і з чого усе почалося?
2. Орієнтація (Orientation). Хто/що були у це задіяні, коли й де?
3. Кульмінація (Complicating Action). Що ж трапилося?
4. Розв’язка (Resolution). Чим же це, зрештою, закінчилося?
5. Оцінка (Evaluation). Як до цього ставитися?
6. Фінал (Coda). Що це все означає?

Наративи  вибудовуються суголосними до базових архетипів суспільства, характерних для кожного соціуму. 
Подія перетворюється у наратив унаслідок  представлення її як сукупності взаємозалежних дій, що розгортаються з єдиною центральною темою.  Створений наратив має особливу логіку пояснення та може пояснити як і чому відбуваються певні події.  Щоб стратегічний наратив був ефективним, він має входити в резонанс із цінностями, інтересами цільової аудиторії.

## Стратегічні комунікації України
Поняття стратегічний наратив нове для української науки. Його вивчають спеціалісти, які займаються питаннями стратегічної комунікації, зокрема Баровська А., Дубов Д., Ожеван М. Почепцов Г., Савченко В., Дзюба Т., Диба О., Мандзюк О., Яворська Г.М. Поняття "стратегічні комунікації" також є малодослідженим у вітчизняній науці. Розглянуто це питання у праці Г. Почепцова "Стратегічні комунікації: стратегічні комунікації в політиці, бізнесі та державному управлінні".
З 2015 року в Україні формується система стратегічних комунікацій. На сьогоднішній день ключові проблеми її створення полягають у нормативно-правовій та структурно-функціональній площині. До сьогодні відсутні офіційні документи які визначають статус стратегічних комунікацій, державну політику щодо них, а також лише частково сформований організаційний механізм, який і має стати основою для системи стратегічних комунікацій в Україні.  
У більш складному стані знаходиться методичне та організаційне опрацювання одного з ключових питань стратегічних комунікацій – формування та використання стратегічного наративу.У чинному українському законодавстві питання стратегічної комунікації схарактеризовано так: 
|  | Стратегічні комунікації – це скоординоване і належне використання комунікативних можливостей держави – публічної дипломатії, зв’язків із громадськістю, військових зв’язків із громадськістю, інформаційних та психологічних операцій, заходів, спрямованих на просування цілей держави. |

Законодавчі і нормативно-правові акти не наближаються до системного і комплексного вирішення проблем забезпечення інформаційної безпеки. Інституційне забезпечення інформаційної безпеки залишається фрагментарним.Стан нормативно-правової бази стратегічних комунікацій не сприяє практичній координації і створенню системи єдиних повідомлень для відомств державного підпорядкування. 

## Світова практика
Відкриті документи щодо роботи із стратегічними наративами на практичному рівні доступні лише щодо практик ЗС США. Зокрема, це «Commander’s Handbook for Strategic Communication and Communication Strategy», CHSCCS  та «Commander’s Communication Synchronization», CCS.
Обидва документи стосуються виключно комунікування ЗС США, однак містять важливі елементи, які варто враховувати і при виробленні загальнодержавної моделі стратегічних комунікацій в інших країнах. Зокрема, CCS відмічає, що армія комунікує весь час: 
|  | Як комунікують Збройні сили? - Надсилають повідомлення.Повідомлення про операції Збройних сил, смертельні та несмертельні дії, стратегії, плани. Наші повідомлення посилають чіткий сигнал іншим підрозділам. |

 Ці команди потребують синхронізації комунікативних дій ЗС США. Цей же документ прямо каже про можливі джерела стратегічного наративу та тем (themes) Уряду Сполучених Штатів: 
|  | Стратегічний наратив Уряду США має бути включений в документи прямого планування (direct planning) таких як попереднє розпорядження, наказ щодо підвищення готовності чи у Керівництві для працівників Сил (Guidance for Employment of the Force). Тим не менш, якщо вони не готові, планувальники комунікації можуть використовувати такі ресурси як президентські виступи (Presidential speeches), постанови Уряду (USG agency statements) та інші перевірені матеріали. |

Одним з джерел стратегічних наративів пропонуються матеріали Спільного міжвідомчого інформаційного центру (JIIC, Joint and Interagency Information Center), куди входять представники різних державних структур.   На думку фахівців НАТО «стратегічний наратив це історія яку організація розповідає для комунікування про її цілі, бажання та наміри. Ефективний стратегічний наратив повинен відображати реальну стратегію, яка, в свою чергу належним чином врівноважує цілі, шляхи і засоби»  її досягнення. Поточні виступи президента чи уряду (урядовців) не можуть бути довготривалою основою для формування стратегічного наративу (оскільки часто залежать від ситуативних потреб політичного характеру). Однак дійсно концептуальні безпекові документи (на кшталт Стратегії національної безпеки чи Воєнної доктрини України) є саме тим потенційним джерелом, яке визначає реальну стратегію держави, а отже - може бути і джерелом для формування ефективного стратегічного наративу.   
В CCS зазначається, що загалом «стратегічні теми» (вочевидь, маються на увазі саме стратегічні наративи) виробляються спільно Держдепартаментом, Міністерством оборони США, а також урядовими агенціями. При цьому цей наратив має бути підкріплений більш практичними темами (themes), які мають безпосередньо реалізовувати наратив в межах кампанії. В свою чергу теми розкриваються у повідомленнях (messages), які вже безпосередньо орієнтовані на конкретні цільові аудиторії.